# Rancourt (Vosges)
Rancourt ([ʁɑ̃ˈkuʁ] ) ist eine französische Gemeinde mit 76 Einwohnern (Stand: 1. Januar 2022) im Département Vosges in der Region Grand Est (vor 2016: Lothringen). Sie gehört zum Arrondissement Neufchâteau (bis 2024 Épinal) und ist Mitglied im Gemeindeverband Communauté de communes de Mirecourt Dompaire. Die Bewohner werden Rancourtiens und Rancourtiennes genannt.
Rancourt grenzt im Norden an Madecourt, im Nordosten an Valleroy-aux-Saules und Hagécourt, im Osten an Bainville-aux-Saules, im Süden und Südwesten an Valfroicourt und im Nordwesten an Rozerotte.

## Bevölkerungsentwicklung
| Jahr      | 1962 | 1968 | 1975 | 1982 | 1990 | 1999 | 2008 | 2019 |
| --------- | ---- | ---- | ---- | ---- | ---- | ---- | ---- | ---- |
| Einwohner | 104  | 90   | 75   | 68   | 66   | 57   | 66   | 61   |

## Sehenswürdigkeiten

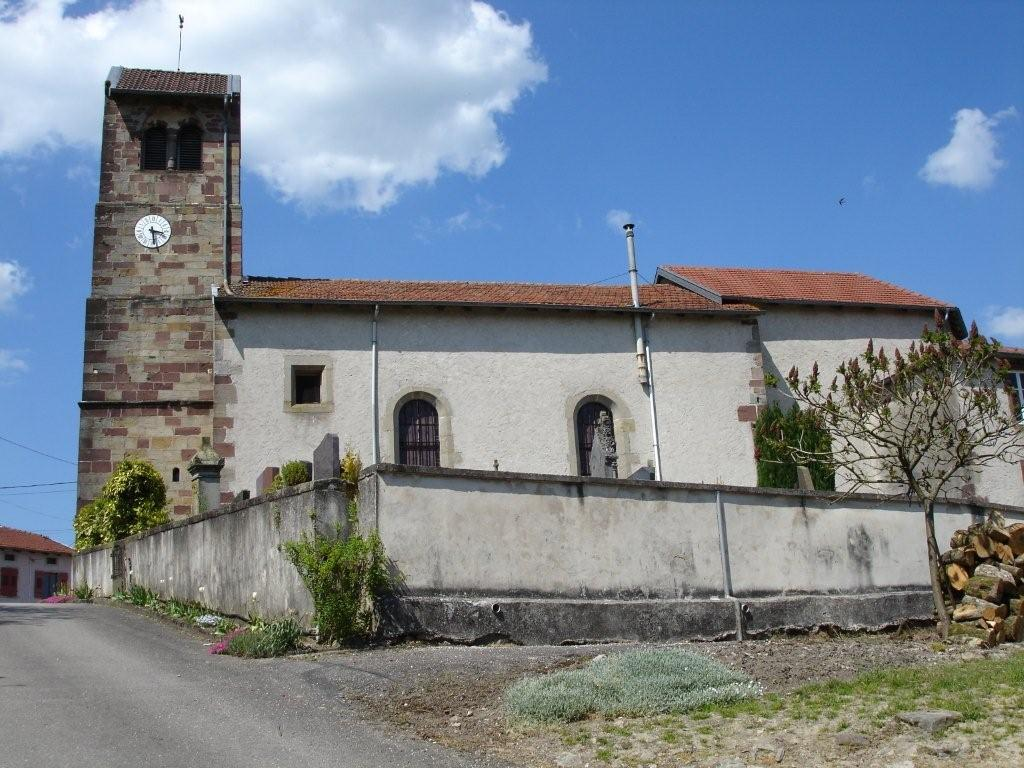
Kirche Sainte-Libaire

- Kirche Sainte-Libaire